# Estatística robusta
A estatística robusta é uma aproximação alternativa aos métodos estatísticos clássicos. O objetivo é produzir estimadores que não sejam afetados por variações pequenas relacionadas às hipóteses dos modelos.
As estatísticas robustas pretendem proporcionar métodos que emulem aos métodos clássicos, mas que não sejam afetados indevidamente por valores atípicos ou outras pequenas discrepâncias oriundas das hipóteses dos modelos. Em estatística, os métodos clássicos confiam em  hipóteses que não são resolvidas ou não se verificam muitas vezes na prática. Por exemplo, se assume muitas vezes que os residuais dos dados estão distribuídos normalmente, pelo menos aproximadamente, o que se pode confiar no teorema central do limite para produzir estimativas normalmente distribuídas. Infelizmente, quando há valores atípicos nos dados, os resultados produzidos pelos métodos clássicos são muitas vezes de baixa qualidade.